# Stadtarchiv Worms
Das Stadtarchiv Worms ist das kommunale Archiv der Stadt Worms. Es verwahrt schriftliche und bildliche Überlieferung aus mehr als 950 Jahren Stadtgeschichte und macht diese zugänglich und nutzbar. Das Stadtarchiv ist auch die Geschäftsstelle des Altertumsvereins Worms. Zusätzlich betreut es die Archivalien eines Teils der Gemeinden im ehemaligen Landkreis Worms.

## Geschichte

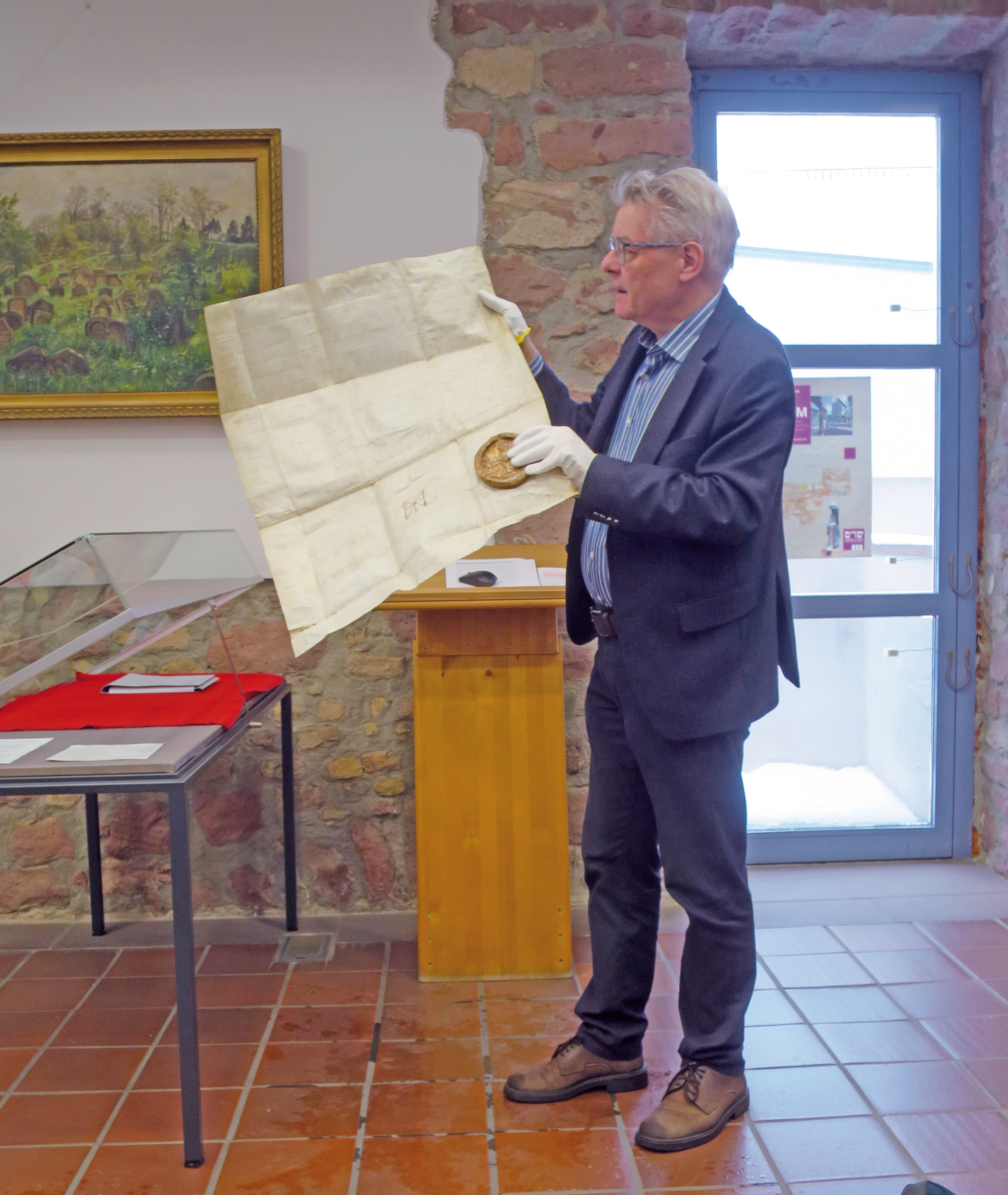
Der Leiter des Archivs, Gerold Bönnen, präsentiert die Urkunde von 1074 für Worms

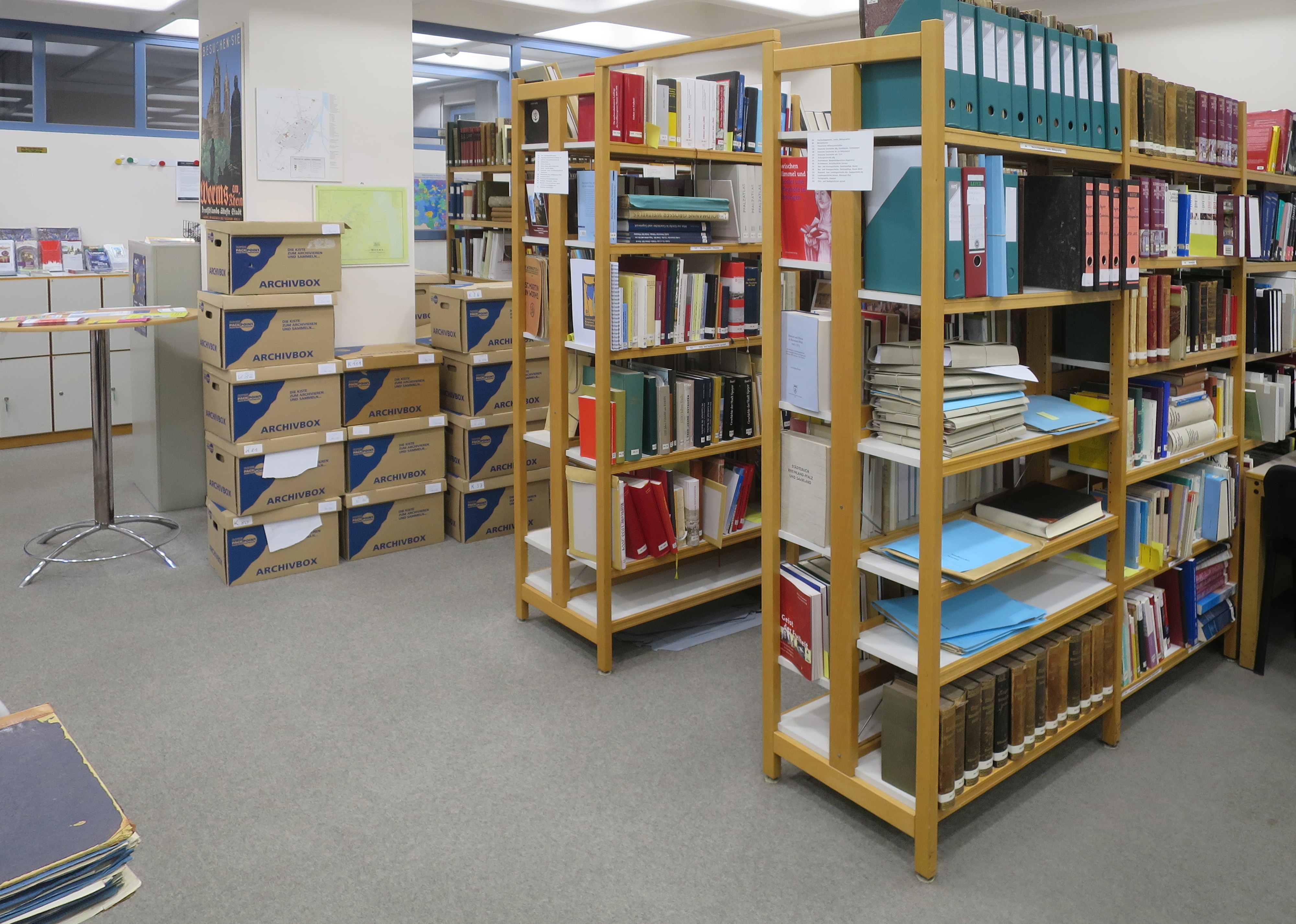
Dienstbibliothek im Archiv

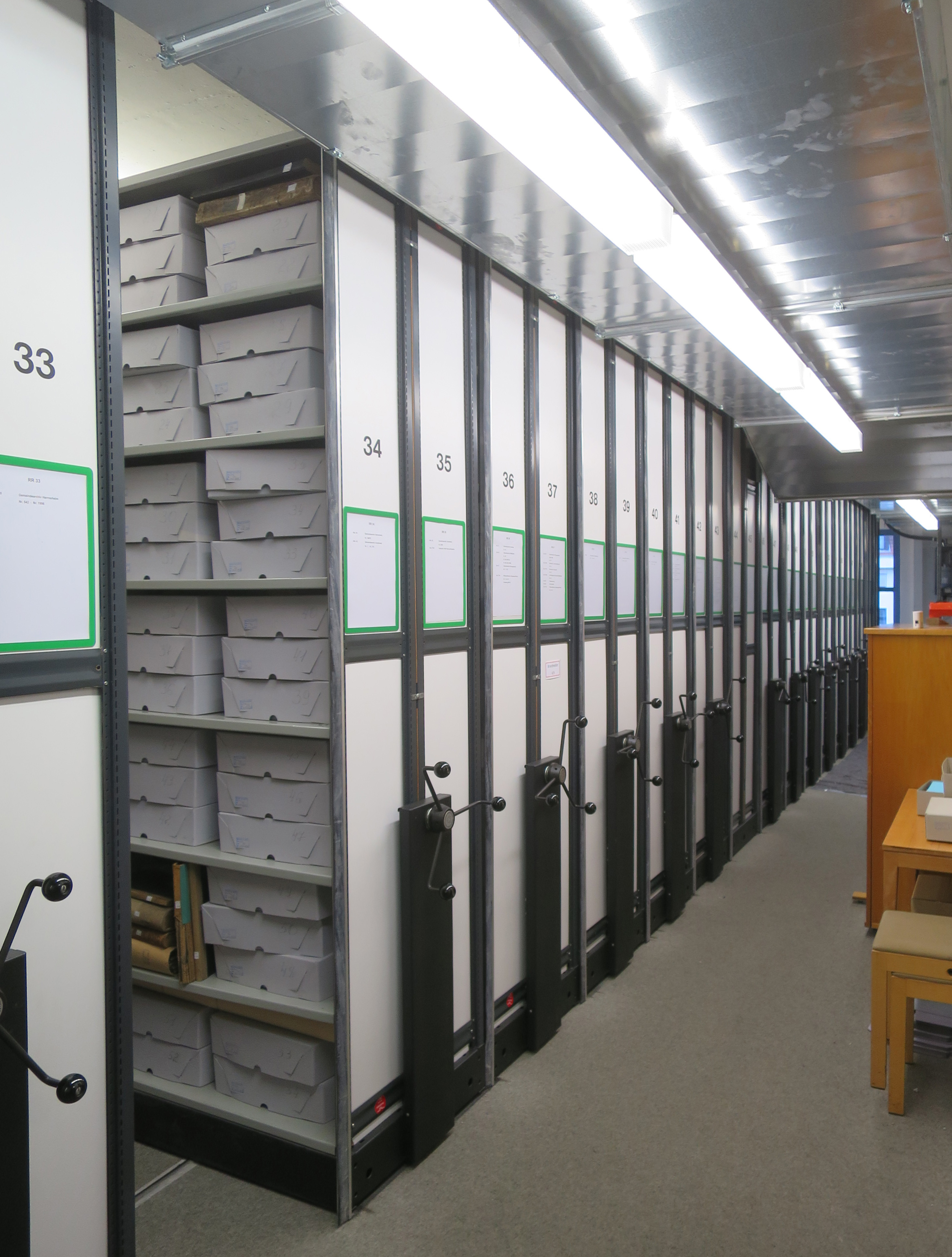
Kompaktregal-Anlage

### Mittelalter und frühe Neuzeit
Ältestes erhaltenes Stück ist die Urkunde von 1074 für Worms, eine Zollbefreiung Kaiser Heinrichs IV. für die Wormser. Dass diese bis heute erhalten ist zeigt, dass es schon damals eine generationenübergreifende, ordnungsgemäße Aufbewahrung wichtiger Dokumente gegeben haben muss – auch wenn nicht bekannt ist, wie das damals ausgestaltet war.
Während der zweiten Hälfte des 12. Jahrhunderts wird eine rechtlich handlungsfähige Stadtgemeinde erkennbar. Das Archiv war vermutlich zu dieser Zeit im Bürgerhof (Rathaus) an der Ecke Hagenstraße / Bürgerhofgasse untergebracht, das seit dem 13. Jahrhundert belegt ist.
Tiefgreifendster Einschnitt für die archivische Überlieferung war die Stadtzerstörung im Frühjahr 1689 durch Truppen König Ludwig XIV. im Pfälzischen Erbfolgekrieg. Nur die wertvollsten Teile des Archivs konnte der Rat der Stadt ins Exil nach Frankfurt am Main mitnehmen. Mit zahlreichen Gebäuden der Stadt sind die Registratur in der „Neuen Münze“, nahezu alle Rats- und Gerichtsprotokolle, umfangreiche Akten sowie sämtliche Unterlagen zur städtischen Finanzführung im Bürgerhof verbrannt. Auch im 18. Jahrhundert musste das Archiv aufgrund kriegerischer Auseinandersetzungen mehrfach ausgelagert werden, so 1703 nach Frankfurt am Main und 1734/36 nach Hanau, was zu merklichen Verlusten geführt hat.
In den 1770er und 1780er Jahren bemühten sich die Stadtschreiber Johann Christoph Lautz (1706–1776) und der bis 1804 amtierende Johann Ludwig Hallungius (1732–1812) immer wieder um eine Ordnung der Bestände. 1793/95, nach einer weiteren Flüchtung nach Frankfurt im Zuge der Koalitionskriege, wurde es – völlig in Unordnung geraten – wieder im Bürgerhof gelagert. Ohne Betreuung nahm es dort unbeachtet erheblichen Schaden.

### 19. Jahrhundert
Erst im März 1838 beauftragte der Gemeinderat den Gymnasiallehrer Georg Lange, die Unterlagen zu ordnen und ein Inventar anzulegen. Lange fehlte aber der archivische Sachverstand. Bereits im März 1839 wurde ihm die Zuständigkeit für das Archiv wieder entzogen. Die Bestände blieben halbgeordnet liegen. Über dieses Desinteresse an einem geordneten Archiv ging der Gemeinderat noch hinaus, als er im Oktober 1844 Teile der Rechnungsbücher und Akten zur Vernichtung freigab.
Eine umfassende Neuordnung gelang erst Jahrzehnte später: Ab dem Ende der 1870er Jahre erstarkte im Zuge der Industrialisierung der Stadt das Bürgertum und entdeckte die reiche Geschichte der Stadt als Möglichkeit der Selbstdarstellung. 1879 wurde der Altertumsverein gegründet, 1881 das Museum des Vereins eröffnet. Ganz wesentlich daran beteiligt war der Wormser Lederindustrielle Cornelius Wilhelm von Heyl zu Herrnsheim, der auch für die Ordnung des Archivs umfangreich Mittel zur Verfügung stellte. Damit konnte in den Jahren nach 1880 der Basler Privatdozent für Geschichte, Heinrich Boos (1851–1917), die Bestände ordnen, die Urkunden verzeichnen und edieren.
Die nun verzeichneten Urkunden und Akten erhielten einen neuen repräsentativen Platz im Archivgewölbe des Rathauses, dem jetzt so genannten Reichsstädtischen Archiv.

### Professionalisierung im 20. Jahrhundert
Im Oktober 1898 folgte die Anstellung des Gymnasialprofessors August Weckerling (1846–1924). Er war dafür zuständig, die Kultureinrichtungen in der Stadt Worms, Archiv, Bibliothek und das Paulusmuseum zu betreuen. Erstmals hatte das Archiv damit wieder eine hauptamtliche Betreuung. Sein Nachfolger war ab Februar 1922 mit dem Titel eines „Direktors von Stadtbibliothek und Archiv“ Friedrich Maria Illert (1892–1966). Er wies in seinen seit 1926 erschienenen Tätigkeitsberichten wiederholt auf das massive Raumproblem und das Fehlen dringend benötigten Archivpersonals hin sowie auf den ungeordneten Zustand der neueren Archivalien. 1933 konnten Archiv und Stadtbibliothek in die „Villa Bergkloster“ umziehen, 1934 wurden die kulturellen Einrichtungen der Stadt – Stadtarchiv, Stadtbibliothek, Volksbücherei, Gemäldegalerie und Städtisches Museum – als „Städtische Kulturinstitute“ zusammengefasst.
Trotz bereits 1939 begonnener Auslagerungen der Archivbestände, die bis 1943 weitergeführt wurden, traf der Zweite Weltkrieg, besonders der Luftangriff am 21. Februar 1945, die archivische Überlieferung schwer. Verloren gingen in der Archivverwaltung Register und Findmittel sowie besonders die jüngeren Akten der Stadtverwaltung, Zeitungen, Fotos, Filme und einige Nachlässe. Die Rückführung der geretteten Kulturgüter wurde 1950 abgeschlossen, die Archivbestände zunächst im Christoffelturm am Andreasstift (heute Museum der Stadt Worms) neu aufgestellt.
Während der 1950er Jahre kam es allmählich zu einer Neuordnung der Bestände unter Festlegung der im Wesentlichen bis heute gültigen Tektonik. Im Zuge einer Neugliederung der Verwaltung zum 1. Januar 1980 wurden die Einrichtungen der „Städtischen Kulturinstitute“ verselbständigt und das Archiv als eigenes Amt in die städtischen Verwaltung eingeordnet.

## Leiter
| Archivar               | Zeitraum  | Anmerkung                     |
| ---------------------- | --------- | ----------------------------- |
| Heinrich Boos          | 1881–1886 | Im Rahmen eines Werkvertrages |
| August Weckerling      | 1898–1922 |                               |
| Friedrich Maria Illert | 1922–1959 |                               |
| Georg Illert           | 1960–1964 |                               |
| Fritz Reuter           | 1964–1996 |                               |
| Gerold Bönnen          | seit 1996 |                               |

## Unterbringung
Die drängende Raumfrage nach dem Zweiten Weltkrieg konnte zunächst durch den Umzug aus dem Christoffelturm in das neu gebaute und 1963 eröffnete Haus zur Münze am Marktplatz etwas entspannt werden, wobei die älteren Archivalien im Gewölbe des Reichsstädtischen Archivs im Rathaus verblieben. Im November 1982 konnte das Archiv in das wiederaufgebaute Raschi-Haus umziehen. Hier ist es bis heute zusammen mit dem Jüdischen Museum Worms und der Unteren Denkmalschutzbehörde untergebracht. Das Raschi-Haus ist Sitz der Archivverwaltung, hier befinden sich der Lesesaal, die Dienstbibliothek und ein Teil der Archivalien. Insgesamt lagern im Raschi-Haus und drei Außenstellen rund 3500 laufende Meter Archivgut. Außenstellen befinden sich im Rathaus („Reichsstädtisches Archiv“), im Verwaltungsgebäude Folzstraße (ehemaliger „Kaufhof“) und in einem Zwischenarchivgebäude in Worms-Pfeddersheim.

## Tektonik

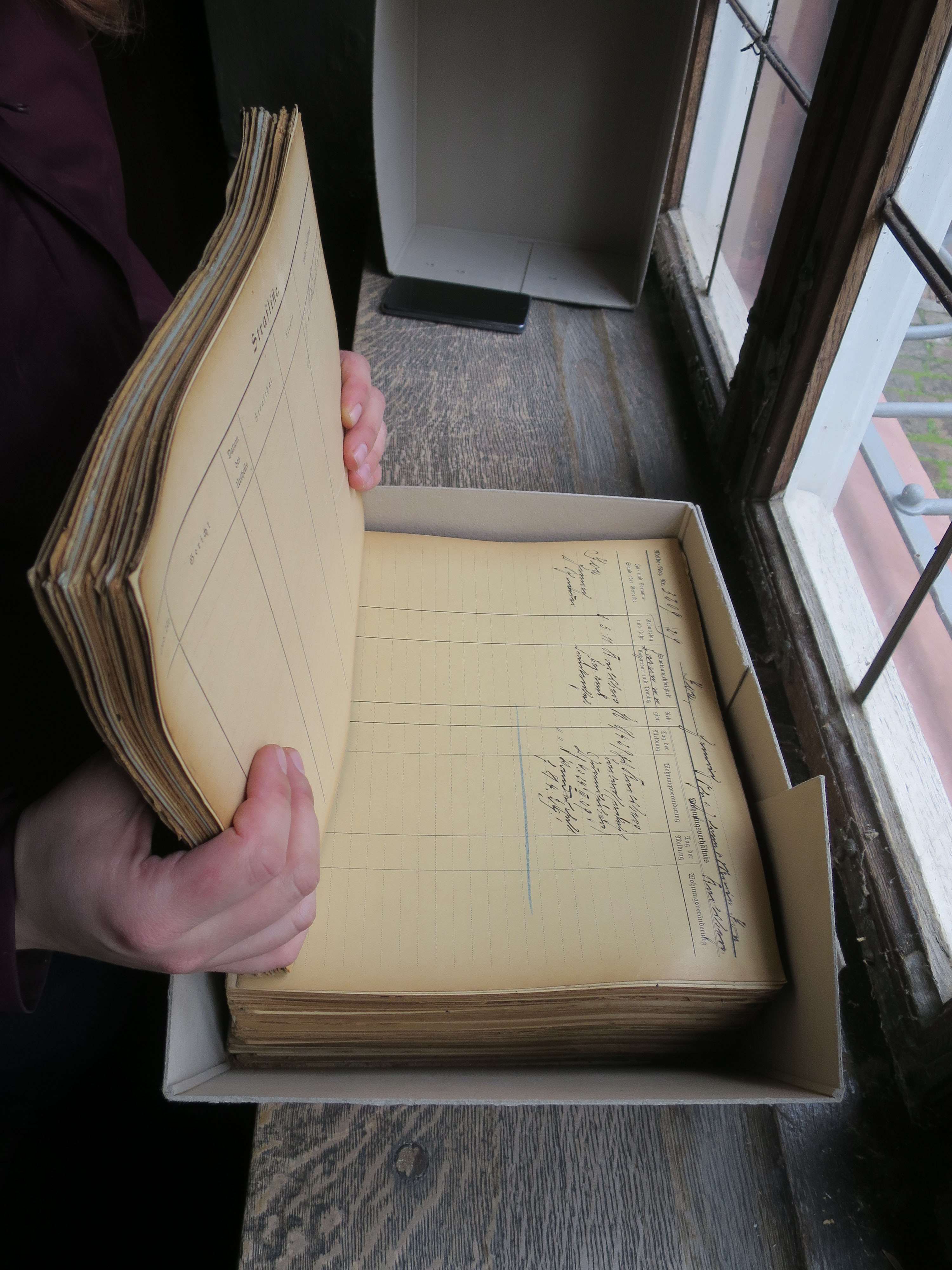
Meldekarten aus dem Bestand des Archivs

Die Tektonik des Stadtarchivs stellt sich heute folgendermaßen dar:
1. Stadt Worms
2. Eingemeindete Vororte
3. Schulen und Wohlfahrtseinrichtungen
4. Vereine, Institutionen und Parteien
5. Kirchliche Archive
6. Herrnsheimer Dalberg-Archiv
7. Nachlässe und Nachlass-Splitter
8. Firmenarchive, Kammern, Körperschaften
9. Familienarchive, Nachlässe von Heyl
10. Musikernachlässe und -sammlungen
11. Sammlungen und audiovisuelle Quellen
12. Wormser Zeitungen
13. Verbandsgemeinde Eich
14. Verbandsgemeinde Monsheim
15. Fotoabteilung

## Bestände

### Eigene Bestände
Das Archiv bewahrt etwa 2800 Urkunden aus der Zeit zwischen dem 11. und dem 19. Jahrhundert sowie Akten, Amtsbücher und Chroniken des 15. bis 19. Jahrhunderts. Daran schließen sich städtische Akten und das Schriftgut der Munizipalität 1792–1814 und der Stadtverwaltung Worms ab 1815 an. Insbesondere für Familienforscher wichtige Quellen sind die bis in das späte 16. Jahrhundert zurückreichenden Kirchenbücher, die Zivilstandsregister der Zeit von 1789 bis 1875 und die Meldekarten ab 1874. In den Sammlungen des Stadtarchivs finden sich zahlreiche Plakate, Pläne und Karten, eine umfangreiche grafische Sammlung sowie audiovisuelles Material. Das Fotoarchiv verwahrt die reichhaltige fotografische Überlieferung von Worms und seiner Stadtteile seit dem 19. Jahrhundert mit etwa 500.000 Negativen und 120.000 aktuellen Digitalfotos.
Nutzern steht eine auf die Wormser und die regionale Geschichte spezialisierte Dienstbibliothek zur Verfügung.

### Weitere Bestände
Über das Stadtarchiv Worms kann das Domarchiv St. Peter Worms genutzt werden. Nach außen wird dessen Bestand als Bestand des Stadtarchivs dargestellt, auch wenn es weiterhin der Domgemeinde gehört.
Im Stadtarchiv Worms werden zudem die Archive einer Reihe von benachbarten kommunalen Körperschaften aufbewahrt. Dazu zählen:
- Verbandsgemeinde Eich[18]
  - Gemeinde Alsheim
  - Gemeinde Eich
  - Gemeinde Gimbsheim
  - Gemeinde Mettenheim
- Verbandsgemeinde Monsheim[19]
  - Gemeinde Dalsheim
  - Gemeinde Hohen-Sülzen
  - Gemeinde Kriegsheim
  - Gemeinde Mölsheim
  - Gemeinde Mörstadt
  - Gemeinde Monsheim
  - Gemeinde Nieder-Flörsheim
  - Gemeinde Offstein
  - Gemeinde Wachenheim (Pfrimm)
- Gemeinde Westhofen[20]